# Martin Papenheim
Martin Papenheim (* 21. April 1956 in Neheim-Hüsten) ist ein deutscher Historiker. Seine Forschungsschwerpunkte sind die Begriffsgeschichte, die historische Semantik und Ikonographie sowie die Religionsgeschichte Europas in der Neuzeit. Er beschäftigt sich insbesondere mit der Semantik der Politik, den Verflechtungen religiöser Institutionen und Bewegungen mit ihrem gesellschaftlich-politischen Umfeld, der Freimaurerei und nachchristlichen Formen der Religion und Religiosität sowie mit der Veränderung der religiösen Landschaft Europas im Zuge von Globalisierung und De-Globalisierung im 20. Jahrhundert.

## Wissenschaftlicher Werdegang
Martin Papenheim studierte von 1976 bis 1983 Geschichte und katholische Theologie an den Universitäten Münster und Bielefeld sowie an der École des Hautes Études en Sciences Sociales in Paris. Er war Stipendiat der Studienstiftung des deutschen Volkes. 1990 wurde er an der Universität Bielefeld promoviert. Seine Dissertation „Erinnerung und Unsterblichkeit: semantische Studien zum Totenkult in Frankreich (1715–1794)“ behandelt den politischen Totenkult in Frankreich im späten 18. Jahrhundert. 1996 habilitierte er sich an der Universität Augsburg und erlangte die Lehrbefugnis für Neuere und Neueste Geschichte. In seiner Habilitationsschrift „Karrieren in der Kirche: Bischöfe in Nord- und Süditalien 1676–1903“ untersuchte er Karrierewege italienischer Bischöfe vom 17. bis zum Beginn des 20. Jahrhunderts. 2005 wurde er zum außerplanmäßigen Professor an der Universität Augsburg ernannt.
An der Universität Bielefeld war Martin Papenheim von 1984 bis 1989 wissenschaftlicher Assistent von Reinhart Koselleck und arbeitete als Redakteur für das Lexikon Geschichtliche Grundbegriffe. Von 1990 bis 1994 und 1996/1997 war er Stipendiat, wissenschaftlicher Mitarbeiter und Gastdozent am Deutschen Historischen Institut in Rom. Martin Papenheim hatte Lehrstuhlvertretungen an den Universitäten Augsburg und Bochum inne und arbeitete in Lehre und Forschung für die Kommission für Zeitgeschichte und an den Universitäten Bielefeld, Osnabrück, Zürich und Bochum sowie an der Philosophisch-Theologischen Hochschule Münster. 2004 erhielt er zusammen mit der Romanistin Annette Clamor den „Preis für Gute Akademische Lehre“ der Universität Osnabrück. Von 2014 bis 2018 förderte die DFG sein Projekt „Die Neo-Sannyas-Bewegung in der Bundesrepublik Deutschland in den 1970er und 1980er Jahren“. Er ist Mitglied des Centrums für Religionswissenschaftliche Studien (CERES) der Universität Bochum.

## Stipendien
Die Forschungen von Martin Papenheim wurden unterstützt von der Heinrich-Hertz-Stiftung, der FAZIT-Stiftung, der Gerda-Henkel-Stiftung, der Maison des Sciences de l'Homme in Paris, des Deutschen Historischen Instituts in Paris, der École française de Rome, der Görres-Gesellschaft, des DAAD, der DFG und der Friederike-und-Werner-Jahn-Stiftung. Er war 2010 „Directeur d'Étude associé“ an der Maison des Sciences de l’Homme in Paris und 2019 Fellow am Käte Hamburger Kolleg der Universität Bochum.

## Weitere wissenschaftliche Tätigkeiten
Martin Papenheim hat an mehreren Fernseh- und Rundfunkproduktionen beratend mitgewirkt. Er ist außerdem Mitglied des Geschäftsführenden Vorstands der Forschungsloge „Quatuor Coronati“ der Vereinigten Großlogen von Deutschland (VGLvD) und Vorsitzender des wissenschaftlichen Beirats.

## Sonstiges
Martin Papenheim war viele Jahre ehrenamtlich als Schöffe an der Jugendkammer des Amts- bzw. Landgerichts Düsseldorf tätig. Er ist Gründer und Inhaber von Fresh & Bold, einer Agentur, die seit 2013 Workshops und Einzelberatungen zur Förderung des wissenschaftlichen Nachwuchses anbietet.

## Schriften (Auswahl)
- Der tanzende Spiegel, Bhagwan und die Deutschen 1970–2020.  (2025)
- Kleine Geschichte der Freimaurerei in Hamburg (2023)
- Politique. In: Rolf Reichardt, Hans-Jürgen Lüsebrink und Jörn Leonhard, Handbuch politisch-sozialer Grundbegriffe in Frankreich (1680–1820), (Hg.), Heft 21, (2017), S. 11–94
- Die Semantiken des Politischen (mit Ulrich Meier und Willibald Steinmetz) (2012)
- Karrieren in der Kirche. Bischöfe in Nord- und Süditalien 1676–1903 (2001)
- Erinnerung und Unsterblichkeit. Semantische Studien zum politischen Totenkult in Frankreich 1715–1794 (1992)[1]